# Oncocnemis hayesi
Oncocnemis hayesi är en fjärilsart som beskrevs av Augustus Radcliffe Grote 1873. Oncocnemis hayesi ingår i släktet Oncocnemis och familjen nattflyn. Inga underarter finns listade i Catalogue of Life.